# زاغی سیاه بورنئو
زاغی سیاه بورنئو(نام علمی: Platysmurus leucopterus aterrimus) نام یک زیرگونه از گونه زاغی سیاه است.